# Couteau de combat
Un couteau de combat est un couteau conçu pour l'usage militaire, spécialement pour le combat rapproché.
En tant que couteau, il s'agit d'une arme blanche dont le port est réglementé.

## Description

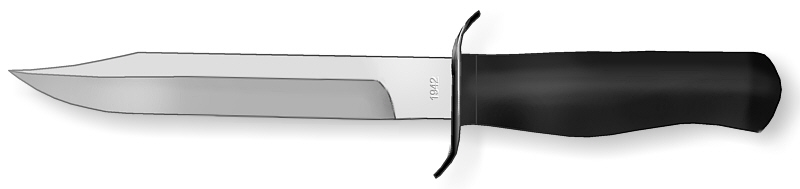
Couteau de combat soviétique NR-40.

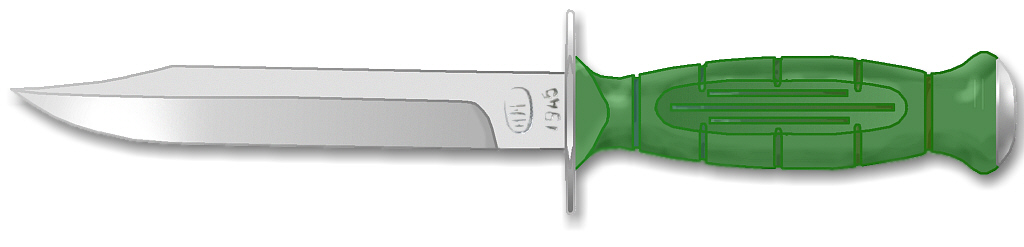
Couteau de combat soviétique NR 43.

## Historique

### Origine
Des couteaux de combats sont utilisés sous l'époque achéenne. D'autres exemplaires ont été retrouvés en Serbie datant de l'Antiquité.

### Moyen-Âge
Au cours du VIe siècle, le couteau de combat devient une longue épée à un seul tranchant.

### Première et Seconde Guerre mondiale
Les armes  blanches furent un peu délaissées par les militaires au début du XIXe siècle avec l’apparition des armes à feu à répétition modernes, seules étaient encore distribuées des baïonnettes trop longues pour être utilisées autrement que montées sur un fusil.
Avec l’arrivée de la guerre de positions, les soldats se rendent compte de l’embarras des longues baïonnettes dans les tranchées et boyaux de communication.

### Seconde Guerre mondiale

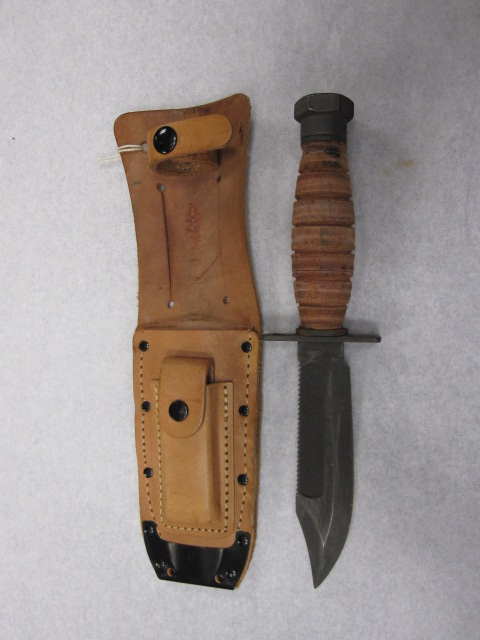
Couteau de survie remis une fois aux pilotes de l'United States Navy dans le cadre d’un kit de survie.

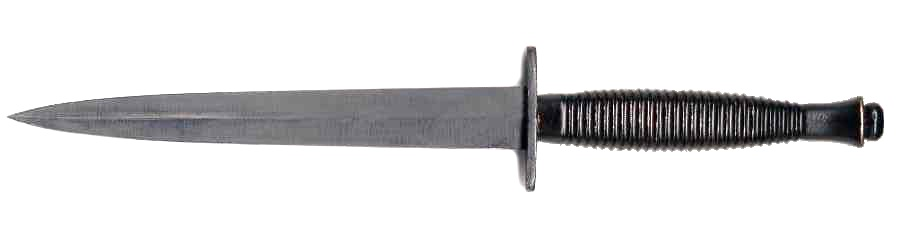
Couteau de combat Fairbairn-Sykes utilisé par les commandos britanniques et du Commonwealth pendant la Seconde Guerre mondiale.

Des couteaux de combats sont distribués aux unités susceptibles d’être confrontées aux combats de corps à corps comme les troupes aéroportées.

## Réglementation

### France
En France, les couteaux sont des armes de catégorie D, il est par conséquent interdit de sortir avec un couteau même dissimulé.

Il existe une rumeur précisant que si la lame d'un couteau ne dépasse pas la paume de la main, il est autorisé au port, cependant, il ne s'agit là que d'une légende urbaine et il est bien évidemment interdit de porter un couteau à l'extérieur de chez soi peu importe la taille de la lame.

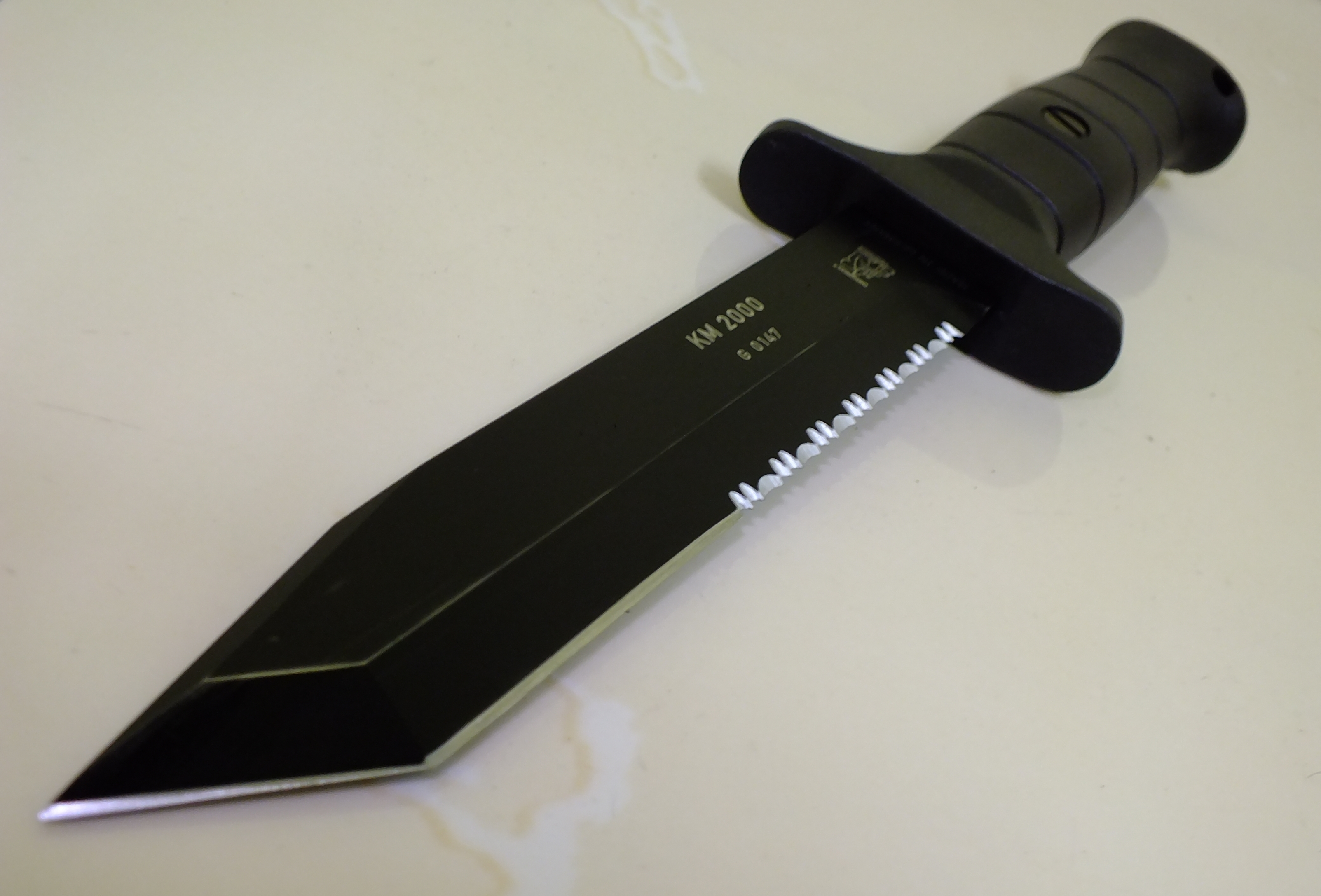
Couteau de combat moderne allemand KM2000 de la Bundeswehr.

## Modèles existants

### Couteaux de combat célèbres
- Trench Knife Mark I 1918 (en)
- Poignard M3 US (en)
- Ka-Bar
- Couteau d'Avigliano
- Dague Fairbairn-Sykes
- Khukuri
- Corvo (en)
- KM2000

### Couteaux civils couramment utilisés par les militaires
- Couteau SOG
- Dague Gerber Mark II (en)
- Couteaux Randall (en)
- Ek commando knife (en)
- Dage Applegate  Fairbairn (en)
- Couteau Bowie
- Opinel
- Couteau suisse